# 梦见你 (音乐专辑)
《梦见你》（Dreaming of You）是美国创作歌手赛琳娜的第五张也是最后一张专辑，在赛琳娜死后的1995年7月18日发行。1993年的专辑《Selena Live!》发行之后，赛琳娜成为首位获得格莱美奖的特哈诺（Tejano）歌手。这吸引了媒体的关注，于是赛琳娜与SBK唱片公司（百代唱片的一个子公司）在同年签约跨界音乐。1994年12月，在歌曲《Amor Prohibido》发行之后，这张专辑开始录制，随后产生了四首以拉丁语为主的冠军单曲，这促成了百代唱片公司的赛琳娜跨界音乐专辑，因为百代认为赛琳娜已经在西班牙语市场达到了顶峰。
到1995年3月，赛琳娜为唱片录了六首R&B和流行民谣歌曲（不包括最初三首样本歌曲），其中四首立即发行，额外几首的录音时间段定于3月下旬和4月上旬，与托马斯（在他的录音工作室）和她的父亲，在其录音工作室Q-Productions中进行。这是一张R&B和流行音乐专辑，《梦见你》有各种音乐类型，它混合了各种拉丁风格，比如特哈诺、拉丁流行和墨西哥音乐，以及舞蹈和民谣元素。发行后，专辑收到了来自音乐评论家们的广泛好评；一些人说它是许多补充体裁的混合，而另外一些人则说专辑对于听众来说难以理解。
音乐专辑《梦见你》在其发售第一日在美国卖出了175,000张，創下女性流行歌手在當時的最高纪录。专辑在第一周售出了331,000张，并首次登上了Billboard 200榜的首位，並在「最好的拉丁专辑」和「拉丁流行专辑」排行榜连续九个月保持首位。截至2003年，它是位于拉丁排行榜首位的销量最大的专辑。通过这张专辑，赛琳娜成为首位在死後推出專輯並在美國登上流行榜頂峰的独唱音乐人，以及在美国拉丁专辑销量最好的歌手之一。截至2010年，《梦见你》在美国已经售出四百万张，在墨西哥售出二百万张。

## 背景
Jose Behar和索尼拉丁音乐部门的新主管看到了赛琳娜在1989年获得的特哈诺音乐奖。Behar正在寻找新的拉丁歌手，因此想和赛琳娜签约百代唱片公司。另一方面，索尼拉丁音乐提供两倍于百代的价格给赛琳娜的父亲兼经纪人Abraham Quintanilla。Behar认为自己发现了“新一个格洛丽亚·埃斯特凡（Gloria Estefan）”，但是上级认为他的想法还有待证实，因为他在南德州只是呆了不到一周的时间就有了这样的想法 。Abraham后来还是选择了百代拉丁音乐部门的邀请，这是由于跨界音乐专辑的可能性，而且他希望赛琳娜成为第一个签约該公司的艺人。

## 发展
1989年，在赛琳娜与百代唱片公司签署第一个大合同之前，Behar和Stephen Finfer为赛琳娜要求一张跨界音乐专辑。赛琳娜为百代流行音乐录制了三首歌曲《唯一的爱》、《是这种节奏吗？》和《感觉去了哪里？》。Behar要求的跨界音乐专辑被拒绝了，而赛琳娜则被告知她需要一个更大的粉丝基础团体才能出售这样的专辑。Behar认为百代唱片公司和公众不相信墨西哥裔美国女歌手有“跨界音乐的潜力”。截至到1993年，赛琳娜获得了许多荣誉，包括一项格莱美奖，专辑是《Selena Live!》，于1993年发行。随后赛琳娜与可口可乐签署了一项赞助旅游，专辑也位居拉丁音乐的排行榜。并且扩大了整个美国的特哈诺音乐行动。
随后，百代拉丁音乐宣布赛琳娜应该发行一张跨界音乐专辑，因为他们认为赛琳娜已经达到了拉丁语市场的顶峰。另外，作为一名美国独唱音乐艺人，百代音乐想发展她的职业生涯。1993年11月，在洛杉矶，赛琳娜签约了百代的SBK唱片公司。赛琳娜的这项新交易登上了Billboard杂志的新闻头条。赛琳娜说，这张专辑将会在1994年发行，尽管专辑紧跟着1994年3月的“Amor Prohibido”发行的，但是她说，这张跨界音乐专辑仍然在发展中。其中有四首头号单曲占居了美国拉丁排行榜榜首，赛琳娜也因此成为第一位做到这一点的艺人。1994年，在一家泰国餐厅的晚宴中，赛琳娜述说了她自己关于来自这张专辑的压力。她说她已经告诉了许多新闻记者，虽然这张专辑将要发行了，但是她还没有为这张专辑录音。Behar随后告诉百代唱片的主席Charles Koppelman，赛琳娜和她的乐队将会离开百代唱片公司，然后寻找一家愿意为赛琳娜制作英语专辑的新唱片公司。其实Behar是为了给跨界音乐专辑施加压力而欺骗主席的。百代公司后来也就做出了妥协，录音随后就开始了。赛琳娜说，当时的情况来得非常突然，她自己感觉受到了唱片交易的威胁，而且只有很少的人相信她将会在世界流行音乐方面取得成功。

## 音乐
这张专辑的上半部分包括R&B和流行民歌，而专辑剩余的部分则以描述赛琳娜的音乐生涯为主题的拉丁音乐为主。每日新闻的玛丽·塔尔伯特则称赞赛琳娜充满感情的发音，说她充分表现了“柔软的，天鹅绒般的”唱功，并且沉浸在“幽默的、咆哮的声音中”。娱乐周刊的戴维·布朗写到，赛琳娜的声音像泪滴一样，会受到单恋中的青少年的青睐，但是她的非西班牙裔制作人和作曲家制作了“驱除任何民族韵味”的“祝贺卡片上面的感情和阿卜杜勒旋律”。布朗说，赛琳娜“唤起了欲望和激情”并且分析了她缺少英语语言唱片的原因。奥兰多森第纳尔的帕里·格特尔曼说，赛琳娜的跨界音乐专辑的录音意味着要抢走席琳·迪翁、惠特尼·休斯顿和玛丽亚·凯莉的粉丝。格特尔曼写到，赛琳娜“是比她们都更加迷人的歌手”而且认为她“丰富的、甜美的中音有更多的音色和情感的范围”，但是他说这张专辑“是彻底被遗忘的胡言乱语”。波卡拉顿新闻说赛琳娜模仿了阿卜杜勒和迪翁的“最坏的特征”。AllMusic的斯蒂芬·艾尔文写到，制作人基斯·托马斯和盖伊·罗奇展望赛琳娜是舞蹈流行天后，类似于珍妮·杰克逊和玛丽亚·凯莉。达拉斯晨报的马里奥·塔拉德尔写到，专辑给歌迷带来了“气息、恋爱一样的表演”，并且它模仿了格兰特或者阿卜杜勒。

## 歌曲
歌曲《我爱上你了》混合了电子钢琴、小提琴、长笛、低音鼓、键盘、弗拉门戈吉他、西班牙吉他和其他的合成器。塔拉德尔说歌曲《我爱上你了》是针对亚伯拉罕的间接回应，亚伯拉罕强迫赛琳娜和克丽丝·佩雷斯（Chris Pérez）结束她们的关系，其原因仅仅是因为佩雷斯是一名摇滚乐歌手。塔拉德尔说到里面的歌词：“我知道这是不正确的，但是我想我应该试着去做我应该做的。”这段是针对亚伯拉罕的，反映了赛琳娜希望成为一个独立的女性。这首歌的作曲和风格类似于《梦见你》，歌曲里面诉说故事的人感情敏感而脆弱，但是同时她知道自己想要的东西——永远而且持久的爱——往往是不可能的。根据Vibe杂志的主编埃德·莫拉莱斯的说法，歌曲《被迷住的心》让人想起了20世纪80年代的表演者，而Daily Vault则说在这首歌曲中，赛琳娜使用了过度的声道，这给她的嗓音造成了破坏。《我习惯你了》则是一首快速的R&B歌曲，赛琳娜使用了“少女式的”嗓音，并且配合了大卫·莫拉莱斯的热情的迪斯科，同时还使用了冲击的拉丁流行音乐。
塔拉德尔说歌曲《我习惯你了》的特点是全新的吉尔式摇摆曲风，这是一种R&B类型，塔拉德尔说这种曲风最初是由美国音乐家玛丽布莱姬和杰德推广的。与大卫·拜恩合唱的双语歌曲“上帝的孩子”其特点受到弗拉门戈和中东音乐的影响，并且使用了吉他、小风琴、低音乐器、管弦乐器和打击乐器，有评论说，这些使得赛琳娜成为了一名充满激情的、令人难忘的歌手。格特尔曼说拜恩的“紧紧地、受伤的声音”和赛琳娜的“性感的声音”是“奇妙的运动”。然而，塔尔博特说赛琳娜的声音在二重唱里面却有点“奇怪的微弱”。主打歌曲是一首流行音乐，展示了赛琳娜的少女式的悠闲的感觉。Billboard杂志的拉里·弗利克写到，其理想主义的歌词有着“强烈的感染力，而且不会在无线电波中丢失”。中间休息期间，赛琳娜用西班牙语唱着“甜言蜜语”。
还有两首西班牙语歌曲受到了墨西哥民间音乐的影响。塔尔博特写到，两首音乐是“最深刻的而且最凄美的部分”，而赛琳娜的声音给人的感觉是“受到折磨的，而且被龙蛇兰酒染了色的”，歌词反映了人们暗恋时的感受。歌曲《梦幻曲》和“想念我的宝贝”让人回想起戴安娜罗斯的“想念你”和沙滩男孩的“好孩子”。歌曲《Amor Prohibido》、《Techno Cumbia》和《Bidi Bidi Bom Bom》来自赛琳娜的1994年的专辑《Amor Prohibido》。Barrio Boyzz为他们的单曲《Donde Quiera Que Estes》重新录制了声乐部分，尽管赛琳娜的声音部分仍然完好无损，但是歌曲听起来像是与赛琳娜的双语对唱。“Como La Flor”取自赛琳娜的1992年的专辑《Entre a Mi Mundo》。

## 发行
《梦见你》预计的发行时间是1995年7月10日。同年1月20日的一次采访中，赛琳娜说专辑仍在发展中。百代唱片公司的乔斯比哈尔说专辑将以巨星的规模进行推广，由于赛琳娜的死亡悲剧，没有推广市场营销活动。但是由于相信这将是一张非常成功的专辑，随后还是进行了专辑的市场营销活动的推广。
百代唱片公司和百代拉丁音乐拨款50万美元完成了《梦见你》的制作。在得克萨斯州和墨西哥，走私犯出售《梦见你》的仿制品，有一个在德克萨斯科尔普斯地区的走私犯还在不知不觉中靠近赛琳娜的父亲。1995年7月18日，百代唱片公司和百代拉丁音乐联合在美国发行了《梦见你》。作为一首额外的曲目，专辑的日语版本包含了“Sukiyaki”。达拉斯和科尔普斯的歌迷在商店开放前的几个小时就排队购买这张专辑。奥斯汀的商店还限制了顾客的购买数量，每个顾客最多购买两张，但是专辑仍然在发行后的几分钟之内全部售完。百代拉丁音乐更是应接不暇，从零售商处获得了50万的订单。美国连锁音乐商店在24小时之内出售了23000张专辑，超越了迈克尔·杰克逊的17000张专辑的历史。歌迷们则提前一个月要求订购这张专辑。《梦见你》在墨西哥的第一个星期发布了140000张。而且要求在墨西哥的蒙特雷、瓜达拉哈拉和提华纳重新发行。专辑于8月14号在德国发行，欧洲和日本的发行时间是9月。百代唱片公司报道，在美国以外地区延迟专辑的发行时间是因为他们对赛琳娜的死亡更为关注，而非她的音乐。

## 榜单成绩
在美国发行的当天，唱片售出了175000张，这是一项新的女歌手记录，专辑发布的第一周售出331000张。继珍妮·杰克逊和玛丽亚·凯利之后，赛琳娜成为历史上第三个一周内售出30万张以上唱片的女艺人。它还取代了Hootie & the Blowfish的专辑《Cracked Rear View》首次位于了美国Billboard排行榜榜首。同时，《梦见你》还首次位于了拉丁专辑和拉丁流行音乐专辑排行榜榜首. Billboard排行榜的约翰来纳特说，在赛琳娜的下一个唱片发行之前，专辑将继续位于拉丁音乐排行榜榜首。《梦见你》作为遗作专辑使得赛琳娜成为排名第一的第一位独奏艺术家，同时，它也成为了首个位于Billboard排行榜榜首的百代唱片公司的拉丁音乐专辑。唱片是十大最畅销唱片之一，而且在女性艺人中销量最好。唱片成为位于Billboard拉丁排行榜第一位的最大销量的专辑，而且自从2003年以来，这项记录仍然没有被打破。根据比哈尔的说法，《梦见你》第一周的销量超过40万张；他说尼尔森音乐统计数据没有基于小型专业音乐商店。在德克萨斯州，《梦见你》售出了50万张。一些德克萨斯州的零售商还因为专辑在他们的音乐商店销量不好而批评销售额。
1995年12月，《梦见你》在美国售出了二百万张而且经由美国唱片工业协会（RIAA）证实了二百万张的销售量，表明了两百万张的出货数量。专辑发布的10个月之内，《梦见你》的销量达到了三百万张，而且经由美国唱片工业协会35次证实了拉丁音乐领域的百万张的销售量，在美国上市就超过350万张。根据Billboard杂志，《梦见你》作为最大销量的拉丁专辑取代了胡里奥·伊格莱西亚斯的第一张英语唱片，即1984年的《1100 Bel Air Place》。在赛琳娜被谋杀后的两年内，《梦见你》和1996年的《Siempre Selena》分别位于Billboard拉丁专辑排行榜的第三和第四名。继珍妮杰克逊的专辑销量35万之后，《梦见你》成为女性艺人的第二大销量专辑。在加拿大，专辑位于RPM流行音乐专辑榜的第16位而且被证实是黄金唱片，表明了5万以上的销售量。这张专辑销售额的一部分捐赠给了百代唱片集团的“赛琳娜基金”。1997年至1999年之间，《梦见你》售出了42万张，而且只在1997年，就售出了19万张以上。1997年的《biopic Selena》又使得《梦见你》的销售额增加了65%。2010年，在美国售出了4百万张，已经成为了美国最畅销的拉丁音乐专辑。

## 单曲
这张专辑发行了六首单曲：《I Could Fall in Love》、《Tú Sólo Tú》、《Dreaming of You》、《Techno Cumbia》、《El Toro Relajo》和《I'm Getting Used to You》。百代唱片公司拉丁音乐部门的西格森说《I Could Fall in Love》可能卖出了比专辑更多的销量，而且决定不作为商业版本发行该单曲。因此这首单曲不适合Billboard百强排行榜。但是它位于美国热曲百强电台音乐排行榜的第八名，在拉丁流行电台音乐排行榜和RPM加拿大成人当代音乐排行榜上连续两周位于第一名。而且唱片B面的单曲《Tú Sólo Tú》连续八周位于最热拉丁单曲排行榜第一名。《I Could Fall in Love》在最热拉丁单曲排行榜上持续两年位于第二名，直到1998年席琳·迪翁的《My Heart Will Go On》超过了它，位居第一名。在最热拉丁单曲排行榜的前十名，赛琳娜成为第一个其西班牙语和英语歌曲位于前十的艺人。
《Dreaming of You》以商业方式发行后，位于了Billboard排行榜的第21位。在最热单曲销售排行榜上位于第16位，在成人热曲前40排行榜上位于第33位，在成人当代音乐单曲排行榜上位于第九位。由于在美国超过了200万次的无线电台播放次数，《Dreaming of You》赢得了一个BMI百万奖。截至2005年，《Dreaming of You》在美国售出了254000张。从2004年4月1号到2005年3月31号，《Dreaming of You》是百代公司最热门的被下载的音乐曲目，位于Billboard的热铃排行榜的第21位。《Dreaming of You》的混音版本位于拉丁热曲排行榜的第四位。
《I'm Getting Used to You》位于Billboard百强榜的第107位，热舞单曲排行榜的第一位。《El Toro Relajo》初次登台就位于了拉丁热曲排行榜的第24位。尽管单曲《Sukiyaki》在日本未能获得任何榜单成绩，但是1996年在日本这首歌曲被作为一首混音单曲发布。《I Could Fall in Love》和《Dreaming of You》成为赛琳娜的标志性歌曲而且她的唱片最为美国音乐爱好者认可。

## 荣誉
在第16届特哈诺音乐奖项中，《Dreaming of You》赢得“年度最佳专辑”奖，《Tú Sólo Tú》赢得“年度最佳单曲”，《I Could Fall in Love》赢得“年度最佳特哈诺跨界音乐”。在1996年美国作曲家、作家和出版商奖项中，《I Could Fall in Love》赢得“1995年播放最多的歌曲”奖，而由于超过两百万次的电台播放次数，音乐广播公司授予《Dreaming of You》一个“百万奖”奖项。1996年的Billboard拉丁音乐奖中，专辑赢得了“年度最佳女歌手流行专辑”，而单曲《Tú Sólo Tú》赢得了“年度最佳墨西哥地区热辣拉丁单曲”和“年度最佳墨西哥地区热辣拉丁视频”。
2010年，时代杂志把《Dreaming of You》排在“10大遗作专辑”榜的第9位，紧跟在迈克尔·杰克逊的遗作专辑之后。洛杉矶时报把它列入“有史以来的10大拉丁专辑”之一。1995年，UU-BRU无线播放列表的“年度最佳顶级女性艺人”奖中，赛琳娜的三首排名前五位的单曲使得她成为亚军，排名在仙妮亚·唐恩之后。

## 评论
音乐评论家普遍给予这张专辑良好的評價。AllMusic的斯蒂芬·艾尔文写到大多数的美国人第一次知道塞琳娜是因为她的死亡和《梦见你》专辑。他说这张专辑是他们听到的第一张唱片记录，而且说专辑显示了塞琳娜的歌唱天赋，如果塞琳娜还活着，那么这张专辑的影响力将更大。
Billboard杂志的约翰·莱纳特写到这张专辑反映了塞琳娜从特哈诺音乐到当今世界流行音乐的转型。Vibe杂志的艾德·莫拉莱斯称专辑里面有塞琳娜更多的cumbia和Tex-Mex风格，这是一种翻新。莫拉莱斯总结了自己对于专辑《梦见你》的回顾，说它就像是塞琳娜的职业生涯的开始。同时来自Vibe杂志的詹姆斯·亨特，写到塞琳娜的死亡影响了他的听觉经验，他说“鉴于該位年轻歌手的悲惨结局，你几乎无法听到任何反感的东西”。
芝加哥论坛报的Achy Obejas评论专辑不完整，并且说它还有提升的空间和存在一些缺陷，她认为《梦见你》并不是一个杰作，或者是对塞琳娜的天赋的决定性证明。Obejas把这张专辑与格洛丽亚·埃斯特凡的跨界音乐专辑相比较，她认为《梦见你》并不像其他一些人推荐的那样，是最伟大的拉丁美洲人的跨界音乐专辑。她又提到埃斯特凡其实已经实现了这一伟大的壮举。时代杂志的克里斯托弗·约翰·法利评论《梦见你》使得塞琳娜比她活着的时候得到了更多听众的关注。法利认为这个专辑涵盖了塞琳娜最杰出的作品，专辑是值得推崇的同时也是令人感到悲痛的一项成就。与塞琳娜的特哈诺和英语歌曲相比较，法利认为她的特哈诺歌曲有时候显得有点儿笨拙，而她的英语歌曲甜蜜、纯净而且清晰，在墨西哥流浪乐队中，塞琳娜的嗓音是性感的、强烈的同时又很优雅而且成熟。
洛杉矶时报的恩里克·洛佩特吉给予该专辑积极的评价，他认为这是塞琳娜最令人震惊和满意的专辑，但是该专辑缺少凝聚力。洛佩特吉称赞了增加西班牙语歌曲以丰富该专辑的想法，而且还说这比之前最初的只是跨界音乐的想法更有趣。回顾这张英语唱片，洛佩特吉认为塞琳娜已经成长为一名成熟的灵乐歌手。
纽约每日新闻的玛丽·塔尔博特评论说听《梦见你》就像仔细查看一个已逝女性的剪贴簿。他还说《梦见你》不仅展示了塞琳娜的过去，还概括出了她本应该有的未来，另外这张专辑没有讲述一个完整的、清晰的、有凝聚力的故事。芝加哥太阳时报的戴夫·克斯特拉认可这张专辑是在其最初发行的时候受到的媒体的关注。克斯特拉评论说《梦见你》完成了赛琳娜“尊严和快乐”的目标。
每日库称专辑是一个“偶然事件，就像说它是必然发生的事情一样简单”。然而，每日库说歌曲"I'm Getting Used to You"、"Dreaming of You" 和 "I Could Fall in Love"里面存在“一些超级明星的明显的标签”。在他们的报刊评论的最后，每日库说塞琳娜需要获得一位能够把她的潜能充分发挥出来的制作人的帮助。纽约时报的彼得·瓦特斯说制作人“没有投入最大的努力”，而且“并不是塞琳娜的英语唱的不好；其实她说英语比她说西班牙语好多了。而是英语歌曲的作者没有写出最好的作品。而音乐是一种无法辨认的商业形式。而在专辑中她唱得这么好，说明了她有一个很好的成功机会。